# Врадий, Валерий Николаевич
Вра́дий Вале́рий Никола́евич (род. 17 марта (1 августа) 1942, Новороссийск), умер 30.04.2019 (Москва) — российский художник. Детские годы провел во Львове. Закончил Львовский Техникум Железнодорожного Транспорта по специальности машинист тепловоза. С 17 -ти лет работал помощником и машинистом тепловоза. С 1962 по 1965 служил в Ракетных войсках стратегического назначения. В 1965 году стал мастером спорта СССР по пулевой стрельбе. Чемпион ракетных войск.
В 1965 году после посещения мастерской заслуженного художника Украины Ершова Михаила Ивановича увлекается живописью и пишет свою первую работу. Поступает во Львовский институт прикладного и декоративного искусства, через два года переезжает в Москву, где продолжает обучение в мастерской Андрея Дмитриевича Гончарова в Московском полиграфическом институте.
Поступив в Молодежное Объединение Московского Союза Художников, принимает участие в групповых и персональных выставках с 1969 года.
Валерий Врадий — участник более 80 художественных выставок в России, Австрии, Франции и Германии. 6 портретов и 2 картины его авторства приобретены Академией художеств СССР. В числе его работ — портреты Булата Окуджавы, Валентина Катаева, Софи Ренуар, Джанни Моранди, Омбретты Колли и других.
Произведения Валерия Врадия находятся в собраниях Российской Академии художеств, запасниках Министерства культуры Российской Федерации, Союзов художников Москвы и Российской Федерации, в музеях России, стран СНГ и бывшего социалистического лагеря, в частных собраниях семей Филипс, Ренуар, Шанталь Томас, Джованни Милиоло и других, в галереях Англии, Голландии, Австрии, Германии, Франции, Швеции, Швейцарии, Италии, Испании, Японии и США. С 1978 года Валерий Врадий — член Союза художников СССР (России) и член Международного художественного фонда, лауреат конкурса имени Виктора Попкова. Награждён орденом «Служения искусству» II степени.

## Персональные выставки
- 1969 — Россия, Москва, Кузнецкий мост, 11.
- 1972 — Россия, Москва, Красный зал газеты «Труд».
- 1983 — Франция, Париж, Общество дружбы Франция-СССР.
- 1987 — Франция, Париж, Галерея Рудницкого.
- 1991 — Австрия, Вельс, Галерея НЕФА.
- 1993 — Австрия, Баден.
- 1993 — Австрия, Феклабук.
- 2000 — Россия, Москва, Гоголевский бульвар, 10.
- 2001 — Франция, Париж, Галерея Тапие.
- 2004 — Россия, Москва, Государственный выставочный зал «Новый Манеж».
- 2004 — Россия, Москва, Государственная Дума Федерального Собрания Российской Федерации.
- 2005 — Россия, Москва, Галерея «Древо».
- 2008 — Россия, Москва, Галерея «Древо».
- 2010 — Россия, Москва, Галерея «Древо».
- 2012 — Россия, Москва, Центральный Дом Художника.
- 2013 — Германия, Берлин, Капитал клуб.
- 2014 — Германия, Берлин, Фестиваль Света.
- 2014 — Бельгия, Юи
- 2015 — Россия, Москва, Романов Двор
- 2015 — Франция, Париж, Лувр.
- 2016 — Франция, Париж, Лувр, Серебряная медаль
- 2017 — Франция, Париж, Дворец Гранд Пале.